# Gnathothlibus dabrera
Gnathothlibus dabrera là một loài bướm đêm thuộc họ Sphingidae. Loài này có ở Sulawesi.
Sải cánh khoảng 62-76.8 mm đối với con đực và 81.5 mm đối với con cái.